# Ségrégation professionnelle
La ségrégation professionnelle est la répartition des travailleurs entre les professions, basée sur des caractéristiques démographiques, le plus souvent le sexe. Elle peut également s'observer selon le statut d'immigration ou l'orientation sexuelle.
La ségrégation professionnelle existe à la fois entre et au sein de groupes de professions exigeant des compétences similaires.

## Types

### Genre
La division genrée du travail est un facteur déterminant de la domination masculine. La ségrégation professionnelle entre les genres peut être à la fois horizontale et verticale. La ségrégation horizontale décrit les différences de répartition de chaque genre dans les professions ou groupes de professions. La ségrégation verticale décrit la prédominance des hommes dans les positions les plus prestigieuses et les mieux rémunérées. 